# 趙京蘭
趙 京蘭（Jo Kyung Ran、チョ・ギョンナン、1969年 - ）は韓国の小説家。ソウル特別市出身。

## 略歴
1969年、ソウル特別市に生まれる。1966年、東亜日報新春文芸に短編『불란서 안경원(仏蘭西眼鏡屋)』が当選し、登壇した。そして同年発表した長編『식빵 굽는 시간(食パンを焼く時間)』が第1回文学トンネ新人作家賞を受賞し、注目を浴びた。この小説の主人公はパンを焼く技術を習っている女性で、一生懸命作ったパンを家族や周りの人々にあげようとするが、母、彼氏、父、叔母が次々とそのパンを拒否し、結局周りから見捨てられ一人になる話である。
趙の作品は、生活の周りで起きるささやかなことの細かい描写が特徴である。そして、人物の間で起きる事件に対する叙述よりは、主人公の内面に描かれる外部世界の印象や観念、日常的な過程に対する鋭利なアプローチが印象的である。また、趙の小説には一番近い関係であるべきの家族から捨てられ孤独な人々がよく登場する。最近発表した『풍선을 샀어(風船を買った)』には、パニック障害、認知症、パーキンソン病を患う人物たちが登場する。しかし、血縁関係のない人々が類似家族の関係を通じて苦しみや疾病から回復していく可能性を描いているという点で希望的な面を見せている。

## 年譜
- 1969年、ソウル特別市に生まれる。[1]
- 1996年、第1回文学トンネ新人作家賞受賞。
- 2002年、今日の若い芸術家賞受賞。
- 2003年、現代文学賞受賞。
- 2008年、東仁文学賞受賞。
- 2024年、李箱文学賞受賞。

## 邦訳作品
- 『風船を買った』呉永雅 訳、クオン、韓国文学ショートショート、2018年10月

## 代表作品
- 1997年、불란서 안경원(仏蘭西眼鏡屋) [3][4]
- 1997年、식빵 굽는 시간(食パンを焼く時間)
- 1999年、가족의 기원(家族の起源)
- 2000年、나의 자줏빛 소파(私の赤紫ソファ)
- 2002年、코끼리를 찾아서(像を探して)
- 2004年、국자 이야기(杓子物語)
- 2007年、혀(舌)
- 2008年、풍선을 샀어(風船を買った)